# Maurizio Ronco
Maurizio Ronco (Monza, 16 luglio 1958) è un ex calciatore italiano, di ruolo mezzala.

## Carriera
Cresciuto nelle giovanili del Monza, con la cui maglia ha debuttato nel campionato di 1978-1979, nel quale la sua squadra ha sfiorato la promozione in Serie A, perdendo per 2-0 lo spareggio contro il Pescara.
Resta nel club brianzolo fino all'estate 1985, collezionando 194 presenze e 7 gol in Serie B e 28 presenze e 3 gol nella Serie C1 1981-1982.
Successivamente ha vestito la maglia del Palermo nella stagione 1985-1986, disputando 16 incontri in Serie B.
Fu coinvolto nello scandalo del calcio italiano del 1986, venendo squalificato per tre anni.